# Daniele Liotti
Daniele Liotti (Roma, 1 de abril de 1971) es un actor italiano de cine, teatro y televisión.

## Biografía
En 2001 interpreta a Felipe El Hermoso en la película Juana la Loca dirigida por Vicente Aranda, pero se hizo conocido en Chile y en Latinoamérica, por encarnar al Venerable Padre Carlo Gnocchi en la película El ángel de los niños. En 2014 interpreta a Álex en Perdona si te llamo amor. Entre 2017 y 2023 interpretó a Francesco Neri en la serie A un paso del cielo.

## Filmografía
- Bajo bandera (1997)
- Juana la Loca (2001)
- Doctor Zhivago (2002)
- El ángel de los niños (2002)
- Piedras (2002)
- Sant Antonio di Padova (2002)
- La vita come viene (2003)
- El jefe de los jefes (2007)
- El lunes puede esperar (2007)
- En busca de la tumba de Cristo (2007)
- La herencia Valdemar (2009)
- La herencia Valdemar II: La sombra prohibida (2010)
- Le due facce dell´amore (2010)
- Sulla strada di casa (2011)
- Todo es culpa de Freud (2014)
- Perdona si te llamo amor (2014)
- A un paso del cielo (2017-2023)

- Datos: Q82887